# HD 133388
HD 133388，又名BD+60 1582，SAO 16574、HR 5608，是一颗恒星，视星等为5.93，位于銀經98.26，銀緯50.23，其B1900.0坐标为赤經14h 59m 6.5s，赤緯+60° 50.23′ 50″。